# Richarville
Richarville é uma comuna francesa na região administrativa da Ilha de França, no departamento de Essonne. Estende-se por uma área de 10.35 km². Em 2010 a comuna tinha 406 habitantes (densidade: 39,2 hab./km²).